# Parlamentarische Versammlung des Europarates
Die Parlamentarische Versammlung des Europarates – bis 1974 Beratende Versammlung des Europarates (englisch Parliamentary Assembly of the Council of Europe (PACE), französisch Assemblée parlementaire du Conseil de l'Europe) –  mit Sitz in Straßburg ist eines der zwei im Statut des Europarates verankerten Organe. Vertreter von 46 nationalen Parlamenten des europäischen Kontinents unterschiedlicher Struktur arbeiten im Rahmen der Versammlung zusammen. Die Parlamentarische Versammlung war das erste parlamentarische Gremium auf europäischer Ebene nach dem Zweiten Weltkrieg.

## Aufgaben
Die Parlamentarische Versammlung des Europarats hat statutarische Rechte, zu denen insbesondere die Wahl des Generalsekretärs und des stellvertretenden Generalsekretärs des Europarats, die Wahl des Menschenrechtskommissars des Europarats sowie die Wahl der Richter des Europäischen Gerichtshofs für Menschenrechte zählen. Daneben können neue Mitgliedsstaaten nur nach einem positiven Votum der Parlamentarischen Versammlung vom Ministerkomitee aufgenommen werden.
Die wichtigste politische Aufgabe besteht jedoch in der Schaffung eines politischen Dialogs zwischen den Parlamentariern der Mitgliedsstaaten sowie mit den Beobachter-Delegationen. Die von ihr verabschiedeten Texte dienen als Orientierungshilfen für das Ministerkomitee des Europarats und für die nationalen Regierungen und Parlamente. Zudem haben die Initiativen der Parlamentarischen Versammlung zu einer Reihe von internationalen Verträgen (europäischen Konventionen) sowie anderen Rechtsinstrumenten geführt. Die bekannteste ist die Europäische Menschenrechtskonvention, die 1950 verabschiedet wurde. Konventionsentwürfe werden vor ihrer Annahme durch das Ministerkomitee jeweils der Versammlung zur Stellungnahme vorgelegt.
Tritt ein Staat dem Europarat bei, beobachtet die Parlamentarische Versammlung, wie die beim Beitritt eingegangenen Verpflichtungen eingehalten werden. Der zuständige Monitoring-Ausschuss beobachtet zudem, wie Mitgliedstaaten die Verpflichtungen einhalten, die sie nach dem Beitritt eingehen. Einmal jährlich legt der Monitoring-Ausschuss der Versammlung einen Bericht über die Ergebnisse seiner Tätigkeit vor.

## Zusammensetzung

### Nationale Delegationen
Die Versammlung zählt 306 Mitglieder und 306 Stellvertreter. Dabei hat jeder Mitgliedstaat des Europarats eine feste Anzahl an Vertretern, die von der jeweiligen Bevölkerungszahl abhängt. Kleinere Staaten haben dabei nach dem Prinzip der degressiven Proportionalität jedoch mehr Vertreter pro Einwohner als große. Deutschland, Frankreich, Italien, die Türkei und das Vereinigte Königreich bilden mit je 18 Abgeordneten (und entsprechend vielen Stellvertretern) die größten nationalen Delegationen; die kleinsten sind die von Andorra, Liechtenstein, Monaco und San Marino mit je zwei Mitgliedern. Die Parlamente von Kanada, Israel und Mexiko, die nicht dem Europarat angehören, haben einen Beobachterstatus bei der Parlamentarischen Versammlung.
Die Mitglieder der Versammlung werden nicht direkt gewählt, sondern von den nationalen Parlamenten aus ihren eigenen Reihen heraus benannt. Das Gleichgewicht der politischen Parteien in jeder nationalen Delegation muss in fairer Weise demjenigen im nationalen Parlament entsprechen.
Der 18-köpfigen Delegation des Deutschen Bundestags etwa gehören in der 20. Wahlperiode fünf Mitglieder der CDU/CSU, fünf der SPD, drei der Grünen, je zwei der AfD und FDP und ein Mitglied des BSW an. Leiter der Delegation ist Frank Schwabe (SPD). Österreich ist durch sechs Abgeordnete des Nationalrats vertreten. Delegationsleiter ist Reinhold Lopatka (ÖVP). Die ebenfalls sechsköpfige Delegation der Schweizer Bundesversammlung wird von Alfred Heer (SVP) angeführt.
Die folgende Tabelle führt die Mitgliedstaaten und die Zahl ihrer jeweiligen Vertreter auf.
| Staat                   | Vertreter |
| ----------------------- | --------- |
| Albanien                | 4         |
| Andorra                 | 2         |
| Armenien                | 4         |
| Aserbaidschan           | 6         |
| Belgien                 | 7         |
| Bosnien und Herzegowina | 5         |
| Bulgarien               | 6         |
| Dänemark                | 5         |
| Deutschland             | 18        |
| Estland                 | 3         |
| Finnland                | 5         |
| Frankreich              | 18        |
| Georgien                | 5         |
| Griechenland            | 7         |
| Irland                  | 4         |
| Island                  | 3         |
| Italien                 | 18        |
| Kroatien                | 5         |
| Lettland                | 3         |
| Liechtenstein           | 2         |
| Litauen                 | 4         |
| Luxemburg               | 3         |
| Malta                   | 3         |
| Moldau                  | 5         |
| Monaco                  | 2         |
| Montenegro              | 3         |
| Niederlande             | 7         |
| Nordmazedonien          | 3         |
| Norwegen                | 5         |
| Österreich              | 6         |
| Polen                   | 12        |
| Portugal                | 7         |
| Rumänien                | 10        |
| San Marino              | 2         |
| Schweden                | 6         |
| Schweiz                 | 6         |
| Serbien                 | 7         |
| Slowakei                | 5         |
| Slowenien               | 3         |
| Spanien                 | 12        |
| Tschechien              | 7         |
| Türkei                  | 18        |
| Ukraine                 | 12        |
| Ungarn                  | 7         |
| Vereinigtes Königreich  | 18        |
| Zypern                  | 3         |

### Russische Delegation
Von 1996 bis 2022 war Russland mit einer Delegation von 18 Mitgliedern in der Parlamentarischen Versammlung des Europarats (PV) vertreten.
Nachdem das russische Parlament die Annexion der Krim und den russischen Krieg in der Ukraine unterstützt hatte, beschloss die PV im April 2014, das Stimmrecht der russischen Delegation auszusetzen. Die russische Delegation blieb allerdings Mitglied der Versammlung. Die Sanktion wurde im Januar 2015 um ein Jahr verlängert. Die russische Parlamentsdelegation setzte daraufhin im Juni 2014 ihre Zusammenarbeit mit der PV aus. Im Januar 2016 beschloss das russische Parlament (trotz des Endes der Sanktionen), die Mandate seiner Delegation nicht zur Ratifizierung vorzulegen; ihre Sitze blieben leer. Gleiches geschah im Januar 2017, im Januar 2018 und im Januar 2019.
Am 25. Juni 2019 stimmte die PV nach einer langen Debatte dafür, ihre Regeln zu ändern. Wenige Stunden später legte das russische Parlament die Mandate einer neuen Delegation vor; diese wurden gebilligt. Die ukrainische Delegation protestierte und verließ die PV. Im Januar 2020 kehrte sie zur PV zurück.
Die Vergiftung und Verhaftung des russischen Politikers Alexei Nawalny, wie auch die massenhaften Verhaftungen bei Demonstrationen, sind aus Sicht der PV keine nationalen Angelegenheiten Russlands, sondern haben völkerrechtliche Dimensionen, die auch den Europarat betreffen. Für schnellere Reaktionen auf Verstöße wurden zum 21. Januar 2021 die Regeländerungen für das sogenannte „Joint-Procedure“ in Kraft gesetzt.
Am 25. Februar 2022 wurde der russischen Delegation nach dem russischen Überfall auf die Ukraine erneut das Stimmrecht entzogen. Russland schied am 16. März 2022 vollständig aus dem Gremium aus, nachdem der Europarat in einer Abstimmung am Vortag den Ausschluss Russlands beschlossen hatte. Seither gibt es nur noch 46 im Europarat vertretene nationale Parlamente.

### Beobachter-Delegationen
Bevor Staaten Mitglieder des Europarats werden, werden sie eingeladen, eine Gast-Delegation zur Parlamentarischen Versammlung zu entsenden. Belarus hatte diesen Status bis zu dessen Aberkennung durch die Parlamentarische Versammlung nach der Beschneidung der parlamentarischen Rechte der Nationalversammlung von Belarus und des Beharrens auf der Todesstrafe auf Initiative von Präsident Lukaschenko 1997.
Daneben gibt es den Status als Beobachter-Delegation. Dieser Status wurde der Knesset von Israel 1957 als erstem nicht-europäischen Parlament gewährt. Inzwischen haben auch die Parlamente von Kanada und Mexiko Beobachterstatus. Die weiteren Beobachterstaaten Japan und USA entsenden parlamentarische Delegationen zu den OECD-Debatten der „erweiterten Versammlung“.
Der Palästinensische Gesetzgebende Rat (Palestinian Legislative Council) kann ebenfalls Beobachter entsenden.
Seit 2011 hat das Parlament von Marokko den Status des „Partners für Demokratie“ und kann somit an den Arbeiten der Parlamentarischen Versammlung teilnehmen. Mit Stand von 2011 wurden parlamentarische Delegationen aus Kasachstan, Marokko, Tunesien und Algerien zu einzelnen Sitzungen der Parlamentarischen Versammlung eingeladen. Mit Stand von 2024 genossen Delegationen aus Marokko, Jordanien, Kirgisistan und Palästina den Status „Partner für Demokratie“.

### Fraktionen
Die Arbeit in der Parlamentarischen Versammlung erfolgt nicht nur im Rahmen der nationalen Delegationen, sondern auch in Fraktionen, in denen sich staatenübergreifend die Abgeordneten mit ähnlicher Weltanschauung zusammenschließen. Zur Bildung einer Fraktion sind mindestens zwanzig Mitglieder aus mindestens sechs verschiedenen Mitgliedstaaten erforderlich. Derzeit gibt es sechs Fraktionen, die grob den politischen Parteien auf europäischer Ebene und den Fraktionen im Europäischen Parlament entsprechen. Allerdings ist der Organisationsgrad der Fraktionen in der Parlamentarischen Versammlung sehr viel niedriger als etwa im Europäischen Parlament: Nationale Parteien und auch einzelne Abgeordnete wechseln häufiger die Fraktionen, und auch Abstimmungen erfolgen häufiger entlang nationaler statt weltanschaulicher Linien. Dies liegt nicht zuletzt daran, dass die Parteiensysteme der Europaratsmitglieder untereinander unterschiedlicher sind als die Parteiensysteme der EU-Mitgliedstaaten. Zum anderen ist die Zusammenarbeit in den Fraktionen auch deshalb weniger konstant, weil sich die Zusammensetzung der Parlamentarischen Versammlung bei jeder nationalen Wahl verändert.
Die folgende Liste führt die Fraktionen der Parlamentarischen Versammlung im Einzelnen auf (Stand: 24. Mai 2024).
| Fraktion | Fraktion                                                                  | Vorsitzende(r)                        | Mitglieder | Europäische Parteien | Nationale Parteien (deutschsprachig) | Nationale Parteien (deutschsprachig) | Nationale Parteien (deutschsprachig) | Nationale Parteien (deutschsprachig) | Nationale Parteien (deutschsprachig) |
| Fraktion | Fraktion                                                                  | Vorsitzende(r)                        | Mitglieder | Europäische Parteien | Deutschland                          | Osterreich                           | Schweiz                              | Luxemburg                            | Liechtenstein                        |
| -------- | ------------------------------------------------------------------------- | ------------------------------------- | ---------- | -------------------- | ------------------------------------ | ------------------------------------ | ------------------------------------ | ------------------------------------ | ------------------------------------ |
|          | Fraktion der Sozialisten, Demokraten und Grünen (SOC)                     | Frank Schwabe                         | 158        | SPE, (EGP)           | SPD, Grüne                           | SPÖ, Grüne                           | SP, Grüne                            | LSAP                                 | –                                    |
|          | Europäische Volkspartei (EVP-CD)                                          | Pablo Hispán                          | 140        | EVP                  | CDU, CSU                             | ÖVP                                  | Mitte, EVP                           | CSV                                  | –                                    |
|          | Fraktion der Europäischen Konservativen und Demokratische Allianz (EC-DA) | Zsolt Németh                          | 105        | EKR, ID              | AfD                                  | FPÖ                                  | –                                    | ADR                                  | –                                    |
|          | Allianz der Liberalen und Demokraten für Europa (ALDE)                    | Iulian Bulai                          | 092        | ALDE, (EDP)          | FDP                                  | NEOS                                 | SVP, FDP                             | DP                                   | FBP, VU                              |
|          | Fraktion der Vereinigten Europäischen Linken (UEL)                        | Andrej Hunko, Anne Stambach-Terrenoir | 032        | EL                   | BSW                                  | –                                    | –                                    | –                                    | –                                    |
|          | fraktionslos                                                              | –                                     | 064        | (EFA, ECPM)          | –                                    | –                                    | –                                    | –                                    | –                                    |

## Ausschüsse
Die wichtigsten Arbeiten der Parlamentarischen Versammlung werden im Rahmen folgender Fachausschüsse erledigt:
- Gemischter Ausschuss
- Ständiger Ausschuss
- Politischer Ausschuss
- Ausschuss für Recht und Menschenrechte
- Ausschuss für Wirtschaft und Entwicklung
- Ausschuss für Sozialordnung, Gesundheit und Familie
- Ausschuss für Migration, Flüchtlinge und Vertriebene
- Ausschuss für Kultur, Wissenschaft und Bildung
- Ausschuss für Umwelt und Landwirtschaft, kommunale und regionale Angelegenheiten
- Ausschuss für die Gleichstellung von Frauen und Männern
- Ausschuss für die Geschäftsordnung und Immunitäten
- Ausschuss für die Einhaltung der von den Mitgliedstaaten des Europarates eingegangenen Verpflichtungen (Monitoring-Ausschuss)

## Präsidenten
| Periode   | Name                           | Lebensdaten | Staat                  | Partei                                           |
| --------- | ------------------------------ | ----------- | ---------------------- | ------------------------------------------------ |
| 1949      | Édouard Herriot (interim)      | 1872–1957   | Frankreich             | Parti républicain, radical et radical-socialiste |
| 1949–1951 | Paul-Henri Spaak               | 1899–1972   | Belgien                | Belgische Arbeiterpartei                         |
| 1952–1954 | François de Menthon            | 1900–1984   | Frankreich             | Mouvement républicain populaire                  |
| 1954–1956 | Guy Mollet                     | 1905–1975   | Frankreich             | Section française de l’Internationale ouvrière   |
| 1956–1959 | Fernand Dehousse               | 1906–1976   | Belgien                | Belgische Socialistische Partij                  |
| 1959      | John Edwards                   | 1904–1959   | Vereinigtes Königreich | Labour Party                                     |
| 1960–1963 | Per Federspiel                 | 1905–1994   | Dänemark               | Venstre                                          |
| 1963–1966 | Pierre Pflimlin                | 1907–2000   | Frankreich             | Mouvement républicain populaire                  |
| 1966–1969 | Geoffrey Stanley de Freitas    | 1913–1982   | Vereinigtes Königreich | Labour Party                                     |
| 1969–1972 | Olivier Reverdin               | 1913–2000   | Schweiz                | Liberale Partei der Schweiz                      |
| 1972–1975 | Giuseppe Vedovato              | 1912–2012   | Italien                | Democrazia Cristiana                             |
| 1975–1978 | Karl Czernetz                  | 1910–1978   | Österreich             | Sozialdemokratische Partei Österreichs           |
| 1978–1981 | Hans de Koster                 | 1914–1992   | Niederlande            | Volkspartij voor Vrijheid en Democratie          |
| 1981–1982 | José María de Areilza          | 1909–1998   | Spanien                | Unión de Centro Democrático                      |
| 1983–1986 | Karl Ahrens                    | 1924–2015   | BR Deutschland         | Sozialdemokratische Partei Deutschlands          |
| 1986–1989 | Louis Jung                     | 1917–2015   | Frankreich             | Centre des démocrates sociaux                    |
| 1989–1992 | Anders Björck                  | * 1944      | Schweden               | Moderata samlingspartiet                         |
| 1992      | Geoffrey Finsberg              | 1926–1996   | Vereinigtes Königreich | Conservative Party                               |
| 1992–1995 | Miguel Ángel Martínez Martínez | * 1940      | Spanien                | Partido Socialista Obrero Español                |
| 1996–1999 | Leni Fischer                   | 1935–2022   | Deutschland            | Christlich Demokratische Union Deutschlands      |
| 1999–2002 | David Russell Johnston         | 1932–2008   | Vereinigtes Königreich | Liberal Democrats                                |
| 2002–2004 | Peter Schieder                 | 1941–2013   | Österreich             | Sozialdemokratische Partei Österreichs           |
| 2005–2008 | René van der Linden            | * 1943      | Niederlande            | Christen-Democratisch Appèl                      |
| 2008–2010 | Lluís Maria de Puig            | 1945–2012   | Spanien                | Partido Socialista Obrero Español                |
| 2010–2012 | Mevlüt Çavuşoğlu               | * 1968      | Türkei                 | Adalet ve Kalkınma Partisi                       |
| 2012–2014 | Jean-Claude Mignon             | * 1950      | Frankreich             | Union pour un mouvement populaire                |
| 2014–2016 | Anne Brasseur                  | * 1950      | Luxemburg              | Demokratesch Partei                              |
| 2016–2017 | Pedro Agramunt                 | * 1951      | Spanien                | Partido Popular                                  |
| 2017      | Roger Gale (interim)           | * 1943      | Vereinigtes Königreich | Conservative Party                               |
| 2017      | Stella Kyriakides (interim)    | * 1956      | Zypern                 | Dimokratikos Synagermos                          |
| 2018      | Michele Nicoletti (interim)    | * 1956      | Italien                | Partito Democratico                              |
| 2018–2020 | Liliane Maury Pasquier         | * 1956      | Schweiz                | Sozialdemokratische Partei der Schweiz           |
| 2020–2022 | Rik Daems                      | * 1959      | Belgien                | Open VLD                                         |
| 2022–2024 | Tiny Kox                       | * 1953      | Niederlande            | Socialistische Partij                            |
| 2024–     | Theodoros Rousopoulos          | * 1963      | Griechenland           | Nea Dimokratia                                   |

## Kritik

### Versuchte Einflussnahme
Das Nachrichtenmagazin Der Spiegel beschrieb Anfang 2012 die Strategien der Regierung von Aserbaidschan, mit denen diese das Abstimmungsverhalten einzelner Mitglieder der parlamentarischen Versammlung habe beeinflussen wollten.
Der Vorgänger Axel Fischers, Luca Volontè, hatte während seiner Zeit als Fraktionschef der Europäischen Volkspartei bis 2014 Zuwendungen von 2,39 Millionen Euro aus Aserbaidschan erhalten, die auf das Firmenkonto seiner Frau überwiesen wurden. Gegen Volontè wurde in Italien ein Verfahren wegen Geldwäsche eingeleitet. Fischer wird vorgeworfen, die Ermittlungen in dem Fall nicht unterstützt zu haben. Beobachter und politische Gegner befürchten, dass aus Aserbaidschan große Summen Geldes und Geschenke an Mitglieder der Parlamentarischen Versammlung geflossen sind, und dass so erfolgreich negative Berichte zur Menschenrechtslage im Land unterdrückt wurden.
2013 berichtete auch die New York Times über einige Abgeordnete, insbesondere aus den zentralasiatischen Staaten und Russland, die versucht haben sollen, andere Abgeordnete durch größere Geschenke und Einladungen zu Flugreisen im Sinne ihrer Herkunftsstaaten zu beeinflussen. Laut diesem Zeitungsartikel engagierten dieselben Mitgliedsstaaten Lobbyisten, um die Kritik an der bei ihnen herrschenden Menschenrechtslage abzuwehren.
Nachdem viele Mitglieder der parlamentarischen Versammlung sowie Nichtregierungsorganisationen ihre Besorgnis über diese Vorgänge ausgedrückt hatten, veröffentlichte das Büro der parlamentarischen Versammlung im Januar 2017 eine Stellungnahme zu den Anschuldigungen. Darin wurde unter anderem eine Überarbeitung des Verhaltenskodex für Abgeordnete sowie eine unabhängige, externe Untersuchung der Vorgänge angeregt.

### Kulturelle Divergenzen
Obwohl sich der Europarat als Aufsichtsorgan und Hüterin der Menschenrechte und gegen Diskriminierung versteht, zeigt er sich in weltanschaulichen Fragen zunehmend gespalten. 2007 etwa wurde ein Bericht der liberalen Abgeordneten Anne Brasseur, der alle Bestrebungen verurteilt, anstelle der Evolutionstheorie den Kreationismus an Schulen zu unterrichten, mit nur 48 Ja-Stimmen angenommen; dagegen votierten 25 Mitglieder. Grund für diese Spaltung sind die zunehmend gesellschaftlich konservativen, autoritären und reaktionären Tendenzen in einigen Mitgliedsstaaten, darunter der Türkei, Russland und einer Anzahl osteuropäischer Staaten.
Am 22. Januar 2019 verabschiedete die Parlamentarische Versammlung des Europarats eine Resolution mit dem Titel „Die Scharia – Die Erklärung von Kairo und die Europäische Menschenrechtskonvention“. Die Parlamentarische Versammlung des Europarats zeigt sich in der Resolution „hochbesorgt“ darüber, „dass die Scharia, inklusive der Bestimmungen, die der Europäischen Menschenrechtserklärung (EMRK) klar widersprechenden, in mehreren Mitgliedländern des Europarats offiziell oder offiziös angewendet werden, entweder im ganzen Land oder in Teilen des Landes“. Obwohl die Resolution keinen zwingenden Charakter besitze, sei sie „von höchster politischer Bedeutung“, schrieb das „European Center for Law and Justice“ (ECLJ) in einer Pressemitteilung. Während 69 Abgeordnete für die Resolution stimmten, votierten die bei der Abstimmung anwesenden 14 türkischen und aserbaidschanischen Abgeordneten geschlossen dagegen.